# Unquera
Unquera es una localidad del municipio Val de San Vicente, en el oeste de Cantabria en España, que linda con Asturias y situada junto a la ría de Tina Mayor, en la desembocadura del río Deva. Sus 1049 habitantes (INE 2024) dependen en parte de Pesués, la capital municipal, donde se encuentra el ayuntamiento.

## Historia
Durante el Antiguo Régimen el municipio de Val de San Vicente perteneció como señorío a la casa de los Marqueses de Aguilar de Campoo. Sin embargo, Unquera como localidad tiene una vida muy corta para los cómputos europeos. No aparece en el mapa de Coello (1861), aunque sí se cita la ensenada de Unquera en la ría de Tina Mayor. Unquera pudo haberse desarrollado a finales del siglo XIX gracias a la mejora de las comunicaciones, especialmente por el ferrocarril, y por el auge comercial de la región, posible tras la apertura de la carretera del desfiladero (luego N-621) en 1863. Este camino se utilizó como vía para exportar, a través de la ensenada de Unquera, las materias primas de Liébana y el desfiladero de La Hermida a Inglaterra, Bélgica y Alemania. En 1881 Unquera ya se cita como una aldea situada al fondo de Tina Mayor. Desde entonces Unquera ha crecido linealmente en torno a la carretera, y también paralelamente a la ría, donde posee un paseo fluvial.

## Economía
Destaca la industria alimentaria por las conocidas corbatas de Unquera, un postre de hojaldre, representadas sobre todo por la marca Pindal (existiendo otras como Canal y Sanbar). También en esta industria destacan desde el siglo XIX las conserveras, manteniéndose aún en activo una fábrica de conservas y escabeches. Además Unquera suele ser lugar de parada en el flujo de turismos entre Cantabria y Asturias. También es conocida por ser la entrada al desfiladero de la Hermida, camino más usual para acceder a la comarca de Liébana, convertido en calle principal de la población. Esta ruta pertenece también al camino Lebaniego, que enlaza los Caminos de Santiago del Norte y Francés. 

## Transporte

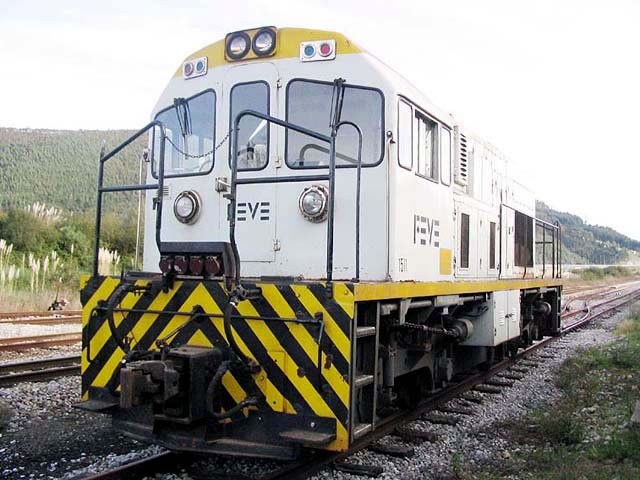
Máquina de trabajo en Unquera en 2005.

Unquera cuenta con los siguientes transportes terrestres:
- Línea de FEVE, que une la población tanto con Santander como con Asturias.
- Autovía del Cantábrico, uno de cuyos accesos se sitúa junto a la localidad.
- Líneas de autobuses, entre los que destaca la línea de ALSA Avilés-Irún, que toma Unquera como una de sus paradas
- Carretera N-621, que une León y Unquera, ruta más usual para acceder a Potes y única desde la costa cantábrica.